# Seelentaubheit
Als Seelentaubheit, auch akustische Agnosie oder auditive Agnosie, bezeichnet man eine Störung des Hörverständnisses. Dabei können die Betroffenen zwar hören, das Gehörte aber nicht erkennen. Während das Erkennen von Sprache, Umweltgeräuschen und akustischen Gefühlausdrücken gestört ist, können die Betroffenen sprechen, lesen und schreiben.
Bereits zu Beginn des letzten Jahrhunderts wurde der Begriff als „Verlust der akustischen Erinnerungsbilder bei erhaltenen Gehör und Verstand, Worttaubheit, sensorische Aphasie“ (zitiert nach Dornblüth) definiert. Das Krankheitsbild bildet sich ursprünglich in der Hals-Nasen-Ohren-Heilkunde ab. Die dabei vorhandenen Störungen sind schematisch im Wernicke-Lichtheim-Schema als Unterbrechung der Verbindung zwischen dem sensorischen Sprachzentrum und dem Begriffszentrum dargestellt.

## Formen der Seelentaubheit

### Generalisierte auditive Agnosie
Patienten mit generalisierter auditiver Agnosie sind nicht in der Lage, Sinn tragenden Umweltgeräuschen oder gesprochener Sprache eine Bedeutung zuzuordnen. Sie können jedoch – von leichten aphasischen Beeinträchtigungen abgesehen – sprechen, schreiben und lesen. Die generalisierte auditive Agnosie entsteht durch die beidseitige Verletzung der oberen Temporalwindung (Gyrus temporalis superior, Brodmann area 22, vgl. Wernicke-Zentrum) im Temporallappen des Gehirns, der Heschl’schen Querwindung (Gyri temporales transversi) sowie deren zuführende (afferente) und ableitende (efferente) Nervenbahnen bis zum Thalamus (Corpus geniculatum mediale).
Neben dieser generalisierten auditiven Agnosie gibt es die unten aufgeführten Agnosien, wo nur ein Teil dieser Fähigkeiten gestört sind.

### Auditiv-verbale Agnosie
Auditiv-verbale Agnosie (AVA), auch bekannt als reine Worttaubheit, ist die Unfähigkeit, Sprache zu verstehen. Menschen mit dieser Störung verlieren die Fähigkeit, Sprache zu verstehen, Wörter zu wiederholen und nach Diktat zu schreiben. Sie können aber Geräuschen und Gefühlsausdrücken ihre Bedeutung zuordnen, lesen, sprechen und schreiben. Einige Patienten mit AVA beschreiben, dass sie gesprochene Sprache als bedeutungsloses Geräusch hören, oft so, als ob die Person, die spricht, dies in einer Fremdsprache täte.

### Reine Geräuschagnosie
Bei der Reinen Geräuschagnosie ist die Fähigkeit, nonverbale Alltags- und Umweltgeräusche zu identifizieren, beeinträchtigt. Die Betroffenen können gesprochene Sprache verstehen, sprechen, schreiben und lesen. Die reine Geräuschagnosie tritt nach bilateralen oder rechtshemisphärischen Läsionen auf, wobei die kritischen Regionen mit denen der generalisierten auditiven Agnosie übereinstimmen. Obwohl bisher nur äußerst wenige Fälle beschrieben wurden, ist davon auszugehen, dass die Inzidenz dieser Störung unterschätzt wird. Dies liegt – wie bereits oben erwähnt – daran, dass die Überprüfung der zentral-auditiven Funktionen nicht routinemäßig untersucht wird und dass den Betroffenen ihre Störungen in der Regel unspezifisch erscheinen.

### Affektive auditive Agnosie
Bei der Affektiven auditiven Agnosie werden die Inhalte gesprochener Sprache erfasst, jedoch sind die Betroffenen nicht in der Lage, beispielsweise das Geschlecht und das ungefähre Alter eines Sprechers oder die emotionale Konnotation von Äußerungen zu verstehen. Es ist die Fähigkeit gestört, aus gesprochener Sprache die unterschiedlichen akustischen Parameter mit bestimmten paralinguistischen oder metalinguistischen Informationen zu verbinden. Wie bei der generalisierten auditiven und der reinen Geräuschagnosie sind – mit den bereits erwähnten aphasischen Beeinträchtigungen – Sprechen, Lesen und Schreiben unbeeinträchtigt. Die affektive auditive Agnosie gehört zu den paralinguistischen auditiven Agnosien und wurde bisher nur nach rechtshemisphärischen Läsionen beschrieben.